# أولاد حسان (تكاط)
أولاد حسان هي إحدى مشيخات المملكة المغربية، تتبع جغرافيا لإقليم الصويرة وإداريًا لتكاط. يقدر عدد سكانها بـ 1212 نسمة حسب الإحصاء الرسمي للسكان والسكنى لسنة 2004.